# Bird at St. Nick’s

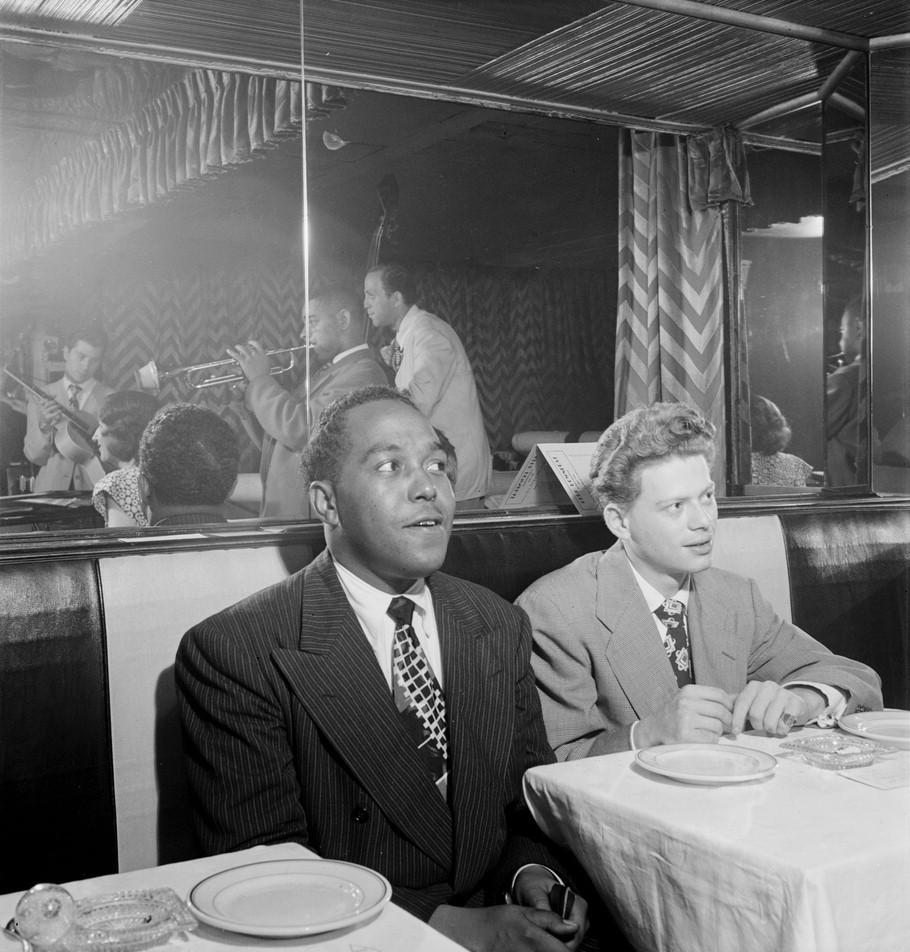
Charlie Parker und Red Rodney um 1947. Fotografie von William P. Gottlieb

Bird at St. Nick’s ist ein Jazz-Album von Charlie Parker, aufgenommen im New Yorker St. Nicholas Ballroom am 18. Februar 1950. Die Mitschnitte wurden zuerst auf den Labels Debut und Jazz Workshop von Charles Mingus veröffentlicht und erschienen 1972 bei Fantasy Records als Doppelalbum Charlie Parker, gekoppelt mit dem Album Bird on 52nd St. von 1948.

## Das Album
Nachdem Charlie Parker vier Tage zuvor im New Yorker Birdland gespielt hatte, stellte er sein neues Quintett in der St. Nicholas Arena vor, sonst ein Veranstaltungsort für Boxkämpfe, der sich in der 69 West 66th Street, Ecke 66th Street und Columbus Avenue befand. Sein Quintett bestand aus Red Rodney, Al Haig, Tommy Potter und Roy Haynes. Parker spielte bekannte Standards wie Smoke Gets in Your Eyes und Star Eyes, Bebop-Klassiker wie Thelonious Monks 52nd Street Theme und Tadd Damerons Hot House sowie eigene Titel wie Confirmation, Now’s the Time und Ornithology; in seiner Komposition Visa zitierte er Louis Armstrongs West End Blues.
Der Auftritt wurde von zwei jungen Musikern von der Westküste mitgeschnitten, Joe Maini und Don Lanphere. Über Mainis Freund Jimmy Knepper gelangten die Bänder an Charles Mingus, der beschloss, sie auf seinem Label Debut Records erscheinen zu lassen. Nach dem finanziellen Ende von Debut Records erschienen sie jedoch erst 1957 auf dem dänischen Ableger von Debut. Sie waren die ersten Livemitschnitte Charlie Parkers, die nach dessen Tod im März 1955 erschienen.
Bei der Restauration der Bänder anlässlich der Wiederveröffentlichung durch Fantasy Records (1972) wurde von Toningenieur Bob Guy viel Zeit auf die Reinigung der Bänder von störenden Nebengeräuschen verwandt. Dabei wurden puzzleartig einzelne Teile der Mitschnitte zu einem flüssigen Ganzen zusammengefügt.

## Liste der Titel
- Charlie Parker: Bird at St. Nick's (JWS 500, Fantasy/Debut 6012, OJCCD-041-25)

1. I Didn’t Know What Time It Was (Richard Rodgers/Lorenz Hart) – 2:37
2. Ornithology – 3:28
3. Embraceable You (George Gershwin/Ira Gershwin) – 2:19
4. Visa – 2:59
5. I Cover the Waterfront (Johnny Green/Edward Heyman) – 1:46
6. Scrapple from the Apple – 4:38
7. Medley: Star Eyes (Gene De Paul/Don Raye) / 52nd Street Theme (Thelonious Monk) – 3:08
8. Confirmation 3:16
9. Out of Nowhere – (Green/Heyman) – 2:19
10. Hot House (Tadd Dameron) – 3:48
11. What’s New? (Bob Haggart/Johnny Burke) – 2:45
12. Now’s the Time – 4:18
13. Medley: Smoke Gets in Your Eyes (Jerome Kern/Otto Harbach)/52nd Street Theme (Monk) – 4:50

- Alle anderen Titel stammen von Charlie Parker.

## Editorische Hinweise
Die Mitschnitte erschienen zunächst auf dem dänischen Label Debut Records auf drei EPs, Charlie Parker – Bird At St. Nick's, Vol. 1 (DEP 35), Vol. 2 (DEP 36) und Vol. 3 (DEP 37). Die LP-Ausgabe erschien angeblich 1958 bei Jazz Workshop (JWS 500), später bei Fantasy (LP 6012, LP 86012), Original Jazz Classics (OJC 041, OJCCD 041-2), America (Frankreich, 30 AM 6062). Unter dem Titel Charlie Parker veröffentlichte Fantasy Records Bird at St. Nick's 1972, gekoppelt mit dem 1948 mitgeschnittenen Album Bird on 52nd St. (PR 24009), 2007 als remasterte CD-Ausgabe. Gegenwärtig (2012) wird das Album von der Concord Music Group vertrieben.

## Rezension

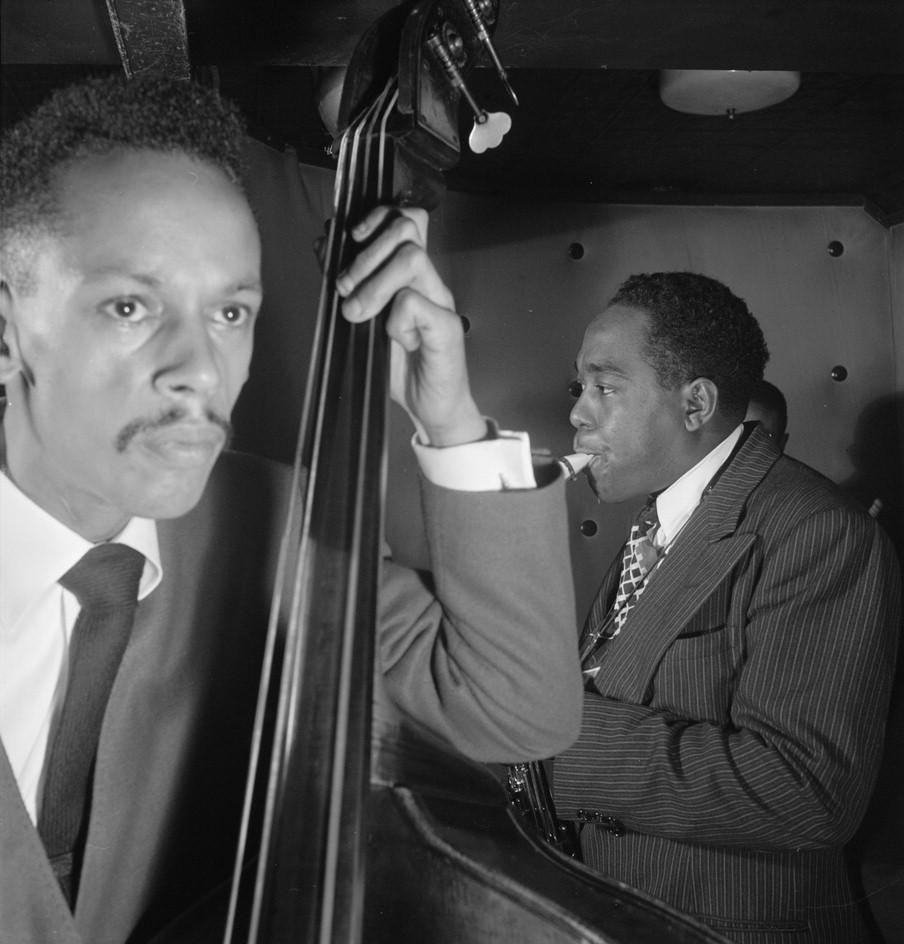
Tommy Potter, Charlie Parker und Max Roach (verdeckt), Auftritt im New Yorker Jazzclub Three Deuces, ca. November 1946. Foto Gottlieb.

Richard Cook und Brian Morton, die neben Charlie Parker at Storyville und dem Jazz at Massey Hall-Album von 1953 zu den wesentlichen Live-Dokumentationen des späten Charlie Parker zählen, zeichnen das Album in The Penguin Guide to Jazz mit der zweithöchsten Note von 3½ Sternen aus und nannten es einleitend „eine ansprechend abwechslungsreiche Packung an Material von einer dicht und professionell [spielenden] Band, die klingt, als ob sie schon eine Weile zusammen sind.“ Die Mitschnitte seien viel überzeugender als etwa das zusammengeschusterte Material von Bird’s Eyes: Volume 1.
Auch JazzTimes hob die große Bedeutung der Mitschnitte von Bird at St. Nick’s (und von Bird on 52nd St.) hervor; trotz der minderwertigen Klangqualität seien es wertvolle Dokumente Parkers großartiger Solo-Ausflüge.
Nach Ansicht von Lawrence O. Koch dokumentiert der Mitschnitt, dass Charlie Parkers Musik bis zu den Extremen gehen konnte, zu hören in den späten DIAL-Aufnahmen und eben in der chaotisch erscheinenden Atmosphäre von Bird at St. Nick’s und seinem Auftritt auf dem Festival International 1949 de Jazz in Paris.
Peter Niklas Wilson und Ulf Goeman hoben hervor, dass man ausreichend Gelegenheit habe, ausführliche Live-Improvisationen Parkers zu verfolgen, sieht man von den schlechten Aufnahmebedingungen und dem Ausblenden der Soli ab. So ist Rodney nur in einigen Dialogen mit Parker zu hören, „noch schlechter kommt der Pianist Al Haig weg; man kann ihn nur mit einigen Begleitakkorden hören, während Tommy Potter und vor allem Roy Haynes – wenn auch schlecht aufgenommen – ständig präsent sind“; Haynes komme auch in einigen Passagen, so in Scrapple from the Apple auch solistisch zum Zuge. „Das Liveprogramm selbst ist ausgewogen im Wechsel schnellerer Stücke – zum großen Teil eigene Kompositionen – und Balladen, deren melodische Schönheit Parker in allen Schattierungen auskostet.“ Die Autoren heben hervor, dass in Parkers Spiel auf Bird at St. Nick’s freie Passagen auffallen, die man in Zusammenhang bringen kann mit Aktivitäten späterer Innovatoren wie John Coltrane, Ornette Coleman oder Eric Dolphy. Sie zitieren auch den Parker-Biographen Ross Russell, der auf den Einfluss Parkers auf die Phrasierung der Trompeter Clifford Brown und Miles Davis hinweist und auch die Beeinflussung moderner Saxophonisten wie Albert Ayler, Archie Shepp oder Sonny Simmons erwähnt.
Scott Yanow verlieh in Allmusic dem Album lediglich 1½ (von fünf) Sterne und beklagte trotz des guten Spiels von Parker (seine Interpretation von Confirmation sei wunderbar) die schauderhafte Klangqualität; man könne nur ahnen, wie die Musik von Parker, Rodney, Haig, Potter und Haynes geklungen haben mag.